# Kent Rominger
Kent Vernon Rominger, född 7 augusti 1956 i Del Norte, Colorado, är en amerikansk astronaut uttagen i astronautgrupp 14 den 5 december 1992.
Rominer tog en bachelorexamen i byggteknik från Colorado State University 1978 och en mastersexamen i flygteknik från US Naval Postgraduate School 1987. Han genomgick utbildning till reservofficer i flygtjänst i USA:s flotta och började som officer i flygtjänst 1980. Efter utbildning på flygplanstypen F-14 Tomcat tjänstgjorde han i en stridsflygdivision ombord på hangarfartygen USS Ranger och USS Kitty Hawk 1981–1985. Han fullföljde testpilotutbildning 1987.
Rominger påbörjade ett års astronaututbildning vid Johnson Space Center i augusti 1992. Han flög som pilot på tre rymdfärder med rymdfärja 1995–1997 och som befälhavare på två rymdfärder 1999 och 2001. I april 2005 lämnade han USA:s flotta och i september 2006 lämnade han NASA.

## Rymdfärder
- STS-73 (1995)
- STS-80 (1996)
- STS-85 (1997)
- STS-96 (1999)
- STS-100 (2001)